# 県犬養氏
県犬養氏（あがたいぬかいうじ）は、「県犬養」を氏の名とする氏族。
犬養部は宮門、大和朝廷の直轄領である屯倉などの守衛に当たる品部であり、県犬養は、稚犬養、阿曇犬養、海犬養、辛犬養連、阿多御手犬養とともにこれを統率した伴造6氏族の一つである。「県」は朝廷直轄地を意味すると考えられるが定かでない。

## 概要
神魂命の後裔と称する神別氏族で、姓は連であったが、672年（白鳳元年）の壬申の乱に一族の大半が大海人皇子の舎人として功を立てため、684年（白鳳13年）「八色の姓」の制定にともなって宿禰姓を改賜された。
『新撰姓氏録』の左京神別県犬養宿祢条にその系譜について「神魂命の八世孫、阿居太都命の後」と記述されており、大椋置始連条には「県犬甘同祖」とされている。
一族の三千代は天武、持統、文武、元明、元正の五朝に出仕し、元明天皇から橘氏を賜った。彼女は夫である藤原不比等を助けるかたわら同族の繁栄をはかり、県犬養広刀自を聖武天皇の夫人とした。その子橘諸兄の時代には石次がこの氏ではただひとりの参議に就任したが、諸兄が権力を失うと県犬養氏もやがて衰退していった。